# Begonia sparreana
Begonia sparreana é uma espécie de Begonia, nativa do Equador.